# توم وايت (سياسي)
توم وايت (بالإنجليزية: Tom White)‏ هو سياسي أمريكي، ولد في 26 أكتوبر 1956 في كولمبوس في الولايات المتحدة. حزبياً، نشط في الحزب الديمقراطي.